# Muungano (Newala)
Muungano ist ein Verwaltungsbezirk (englisch Ward) des Distrikts Newala in der tansanischen Region Mtwara.

## Geografie
Muungano liegt im Südosten von Tansania. Der Bezirk grenzt im Norden an Kitangari und Nandwahi, im Osten an Mtopwa, im Süden an Mchemo und im Westen an Mpwapwa. Bei der Volkszählung 2022 lebten 6055 Menschen in 1865 Haushalten auf einer Fläche von 33 Quadratkilometern.

## Gliederung
Der Bezirk besteht aus fünf Gemeinden (Mtaa) mit 13 Orten (Kitongoji):
| Mnali - Jitegemee - Mwangaza | Mapinduzi - Rahaleo - Mapinduzi | Namkonda - Amani - Jangwani | Nanda - Mvuleni - Mtwara - Dodoma - Namangudu - Lizaboni | Mmovo - Mmovo - Mnayope |

## Gesundheit
In der Gemeinde Mnali liegt eine staatliche Apotheke.